# Liberalismo e radicalismo na Itália
O liberalismo e o radicalismo têm desempenhado um papel na história política da Itália desde a unificação do país, iniciada em 1861 e amplamente concluída em 1871, e atualmente influencia vários partidos políticos importantes.
Durante as primeiras décadas de Itália como um país unificado, os principais partidos parlamentares continham liberais, mas não foi até 1877 que o Partido Radical de esquerda foi fundado como o primeiro partido liberal organizado. A União Liberal mais centrista se seguiu em 1913. A maioria dos partidos liberais e radicais foi banida em 1926 sob o governo fascista de Benito Mussolini.
Após a Segunda Guerra Mundial e o estabelecimento da Itália republicana houve frequentes mudanças na configuração dos partidos políticos e, na maior parte, a representação de opiniões liberais e radicais foi dividida entre vários partidos que também podem adotar outras opiniões. Esses partidos frequentemente faziam parte de coalizões governamentais.
Durante a tal da "Primeira República", três partidos liberais menores estavam ativos: o Partido Liberal Italiano (centro-direita), o Partido Republicano Italiano (centro-esquerda) e o contemporâneo Partido Radical (de esquerda). Mais recentemente, os liberais dividiram-se principalmente entre o partido de centro-direita, O Povo da Liberdade/Força Itália, e o de centro-esquerda, Partido Democrático. 
1. ↑  «Unificação Italiana». História do Mundo. Consultado em 23 de fevereiro de 2025